# Meslay-le-Grenet
Meslay-le-Grenet é uma comuna francesa na região administrativa do Centro, no departamento Eure-et-Loir. Estende-se por uma área de 8,88 km². Em 2010 a comuna tinha 361 habitantes (densidade: 40,7 hab./km²).